# Хромозом 16 (човек)
Хромозом 16 је аутозомни хромозом шеснаести по величини у хуманом кариотипу. Према положају центромере припада субметацентричним хромозомима. Према Денверској конференцији из 1960. године сврстан је у Е групу. Изграђен је од 98 милиона парова база ДНК што представља нешто мање од 3% укупне количине ДНК у ћелији.

## Мапирани гени и болести/поремећаји
Гени мапирани на овом хромозому узрокују следеће болести и поремећаје:
- Алфа еритремија
- Алфа-таласемија
- ретинитис пигментоза
- сколоност атропији
- осетљивост на кокаин и антидепресиве
- акутна мијелоидна леукемија
- катаракта, Маренер типа
- Комбинирана малонска и метилмалонска ацидурија (CMAMMA)
- болест рибљег ока
- тирозинемија, тип 2
- лимфедем са дистихијазом
- спастична параплегија
- мукополисахаридоза
- карцином желуца
- лобуларни карцином дојке
- карцином јајника
- Ксеродерма пигментозум Ф
- карцином ендометријума
- пролапс митралног залистка, породични
- хемоглобин Х-болест
- еритроцитоза